# Cryptandra glabriflora
Cryptandra glabriflora är en brakvedsväxtart som beskrevs av George Bentham. Cryptandra glabriflora ingår i släktet Cryptandra och familjen brakvedsväxter. Inga underarter finns listade i Catalogue of Life.